# Havraníky
Havraníky (niem. Kaidling) – wieś gminna, położona na południowych Morawach, w kraju południowomorawskim, w powiecie Znojmo, kilka kilometrów od granicy z Austrią. Na części terenów gminy leży Park Narodowy „Podyje”.

## Historia
Historia wsi sięga XIII wieku – na początku tego stulecia w okolicy założono winnice. W 1220 roku wybudowano kaplicę św. Leonarda oraz probostwo. W 1269 miejscowość po raz pierwszy jest wymieniona w dokumentach jako Kovernich. W późniejszym okresie nazwa się zmieniała: w 1397 Chovernik, w 1513 Khayrnik, w 1524 Kahydlink i dopiero od 1672 Kaidling.
W 1731 roku założono pierwszą szkołę, w 1772 wieś stała się samodzielną parafią. Na początku XX wieku miejscowość niemal w całości była zamieszkana przez ludność niemieckojęzyczną – spis z 1910 roku wskazał 754 osoby posługujące się językiem niemieckim i tylko 2 czeskim. Mimo to wraz z całą okolicą została w 1918 roku zajęta przez wojsko czechosłowackie, a w 1919 roku oficjalnie włączona do tego kraju. Zasadniczo nie zmieniło to proporcji narodowościowych – w 1930 roku na 621 mieszkańców było 557 Niemców. W 1931 roku założono we wsi Ochotniczą Straż Pożarną.
W 1938 roku w wyniku układu monachijskiego wieś znalazła się w III Rzeszy, administracyjnie należąc do Reichsgau Niederdonau. W 1945 roku powróciła w granice Czechosłowacji, a miejscową ludność niemiecką wypędzono – ich miejsce zajęli Czesi, jednak liczba mieszkańców znacznie spadła.
Obecnie jest to niewielka miejscowość, z racji położenia na skraju parku narodowego, popularna wśród turystów. Działa tutaj niewielki kemping, restauracja oraz kilka miejsc noclegowych.

## Zabytki
W Havraníkach znajduje się kilka obiektów zabytkowych, m.in.
- kościół św. Leonarda z przełomu XVIII i XX wieku; powstał w miejscu wcześniejszej kaplicy,
- probostwo z 1860 roku,
- kilka kapliczek, rzeźba św. Nepomucena,
- jaz, przy ruinach dawnego młyna, na rzece Dyi.

W miejscowości jest również kilka wiekowych domów, piwnic do przechowywania wina oraz przebudowany pomnik poległych. W zachodniej części wsi stoi schron (rzopik) z okresu międzywojennego.